# دوغ وليامز (كاتب أغاني)
دوغ وليامز (بالإنجليزية: Doug Williams)‏ هو كاتب أغاني أمريكي، ولد في 3 سبتمبر 1956 في Smithdale, Mississippi ‏ في الولايات المتحدة.